# ツルシキミ
ツルシキミ（蔓樒、学名：Skimmia japonica var. intermedia f. repens）はミカン科ミヤマシキミ属の常緑低木。ミヤマシキミ（深山樒、学名：S. japonica）を分類上の基本種とした変種。有毒植物。別名、ツルミヤマシキミ。

## 特徴
雌雄異株。おもに日本の太平洋側に分布する、分類上の基本種であるミヤマシキミの、北海道、本州の日本海側の多雪地帯に適応した変種。
積雪に適応して茎の下部が地を這い、高さは30-100cmほどになる。枝はしなり、折れにくい。葉は枝に互生し、長さ0.5-1cmほどの葉柄を持ち、葉の形は倒披針状長楕円形で長さ4-8cm、幅2-3cm、基部はくさび形で、先は短く尖り浅くへこむ。葉の縁は全縁で、表面は濃緑色で光沢を持ち、裏面はやや緑白色を帯びる。
花期は5-6月、花は白色で、枝先に散房状の円錐花序を出す。花弁は4枚で、雄花と雌花が異なる。果期は10月から翌年の5月、径1cmほどの赤熟した球状の果実をつける。
全草および果実はアルカロイド（ジクタミン）を含み有毒。

## 分布と生育環境
日本では、おもに北海道、本州の東北地方および中部地方以西の日本海側に、東アジアではカラフトに分布し、多雪地の林床に自生する。本州の関東地方以西、四国、九州の太平洋側では、山地の上部の冷温帯にも自生する。
ユキツバキやヒメモチ、ヒメアオキ、エゾユズリハ、ハイイヌガヤなどの日本海要素の常緑地這植物とともに、ブナ林などの林床にみられる。

## ギャラリー
- 雄花
- 雌花
- 果実